# 3853 Haas
3853 Haas è un asteroide della fascia principale. Scoperto nel 1981, presenta un'orbita caratterizzata da un semiasse maggiore pari a 2,8067814 au e da un'eccentricità di 0,1379102, inclinata di 9,08329° rispetto all'eclittica.
L'asteroide è dedicato all'astronomo amatoriale statunitense Walter H. Haas.